# 岩漿

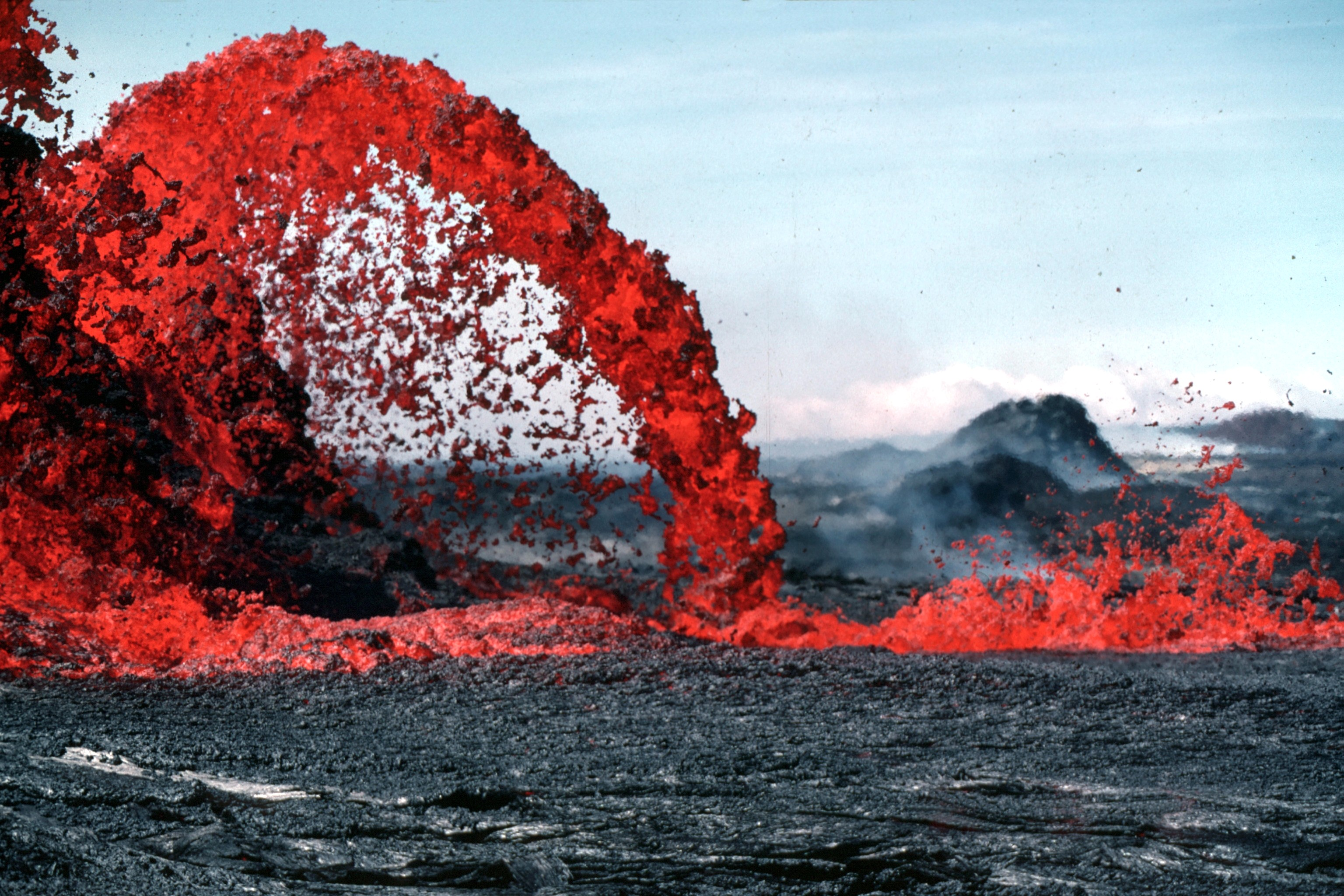
喷入海中的熔岩，熔岩是噴發出來的岩漿

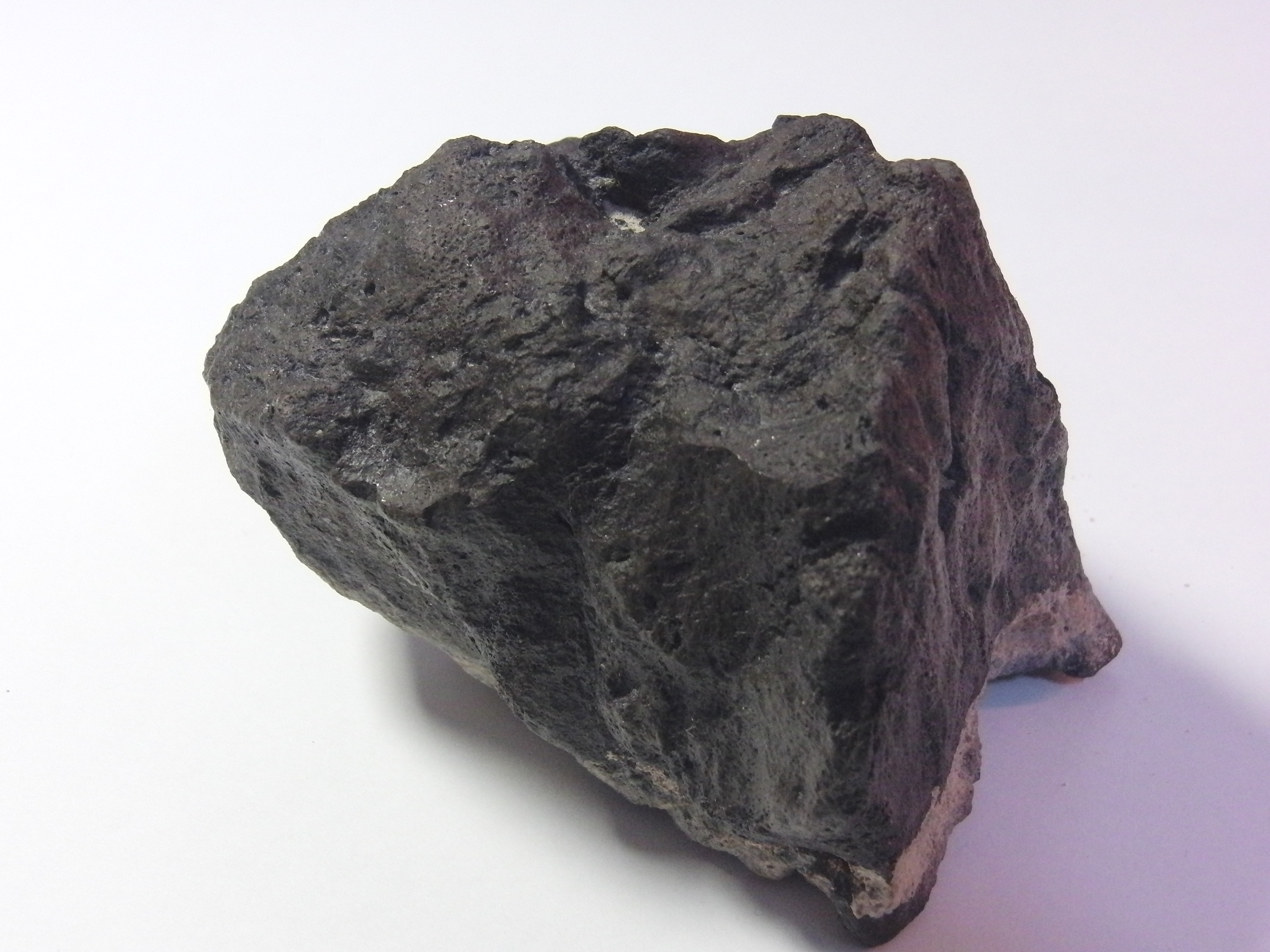
凝固的岩漿（採自加州）。

岩漿（Magma）是熔化的岩石，通常位於地表之下的岩漿房中。岩漿是一種複雜的高溫硅酸盐溶液，是各種火成岩的前身，火成岩是由岩漿冷卻而成的。岩漿可以侵入鄰近的地殼岩石或是冒出地表。
岩漿溫度可低至650 °C，高至1400 °C。熔岩中含有1 ~ 8 %的挥发性物质。
岩漿處於高壓之中，有時會經由火山口（或譯火山管、火山流口、火山道）以熔岩流或是以火山碎屑物的火山噴出物的形式冒出。
這些火山噴發的產物通常包括了從沒到過地表的液體、結晶體及溶解氣體等。岩漿會在地殼中各自分離的岩漿庫內集結，不同地方的岩漿組成成份會稍有不同。
這些地方包括了隱沒帶、裂谷帶、中洋脊或是地函熱柱的熱點之上。只有在地球的軟流圈內的特定條件之下岩漿才會形成。

## 固態岩石的熔化
要形成岩漿，首先要熔化原本是固態的岩石。固態岩石的熔化取決於三個物理條件：溫度、壓力、以及岩石化学成份。

### 溫度
對任何在某個固定壓力之下、固定組成成份的岩石來說，溫度升高到超過固相線會造成熔化。在固態地球裡來說，岩石的溫度是由地溫梯度及岩石內的輻射衰變所決定。
地溫梯度的平均值大約是25 °C/km。海溝及隱沒帶的地溫梯度可以低至5 °C/km到10 °C/km，而中洋脊及火山弧的地溫梯度可以達到30 °C/km到50 °C/km左右。
在晴朗的天氣和良好透視的情況下，熔岩流的顏色和相應溫度的關係：
| 熔岩流的顏色       | 相應溫度（°C） |
| ------------------ | -------------- |
| 白色               | ≥ 1150 °C      |
| 金黃色             | 1090 °C        |
| 橙色               | 900 °C         |
| 亮的鮮紅（櫻桃紅） | 700 °C         |
| 暗紅色             | 550 ~ 625 °C   |
| 隱約可見的紅色     | 475 °C         |

### 壓力
熔化也可能在一固定溫度及固定組成成份的岩石在固態地球中向上移動的過程中發生，這是因為對一種固定組成成份的岩石來說，在固定的溫度下，會因為壓力的改變而造成固相或液相的改變。壓力突然降低會造成所謂的減壓熔融的現象,产生火成岩。這種情況可能會在構造調整或岩石上升至地殼較淺處的時候發生。

### 岩浆成分
岩浆成分主要为硅酸盐和少量的氧化铝，基本存在形式为[SiO4]4-和[AlSi3O8]-。还有包含有部分阳离子如Fe、Mg、Ca、Na、K等，阳离子和络阴离子之间存在着此消彼长的关系。原因是当阳离子较阴离子多时，阳离子便游离到阴离子周围，反之，阴离子游离到阳离子周围，以平衡电荷。岩浆中化合物之间的络合反应是通过Si构建的，这使得岩浆不易变形，且粘稠度高。岩浆中也包含部分不稳定挥发性物质。火山喷发的时候，有固态、液态、气态三种相态的物质喷出，一般分为气态主要为水蒸气、其次为CO2、硫化物、CO、H2、HCl等，固态主要有火山灰（粒径< 2 mm），火山砾（2 ~ 50 mm）、火山渣（1 ~ 10 cm）、火山弹（粒径> 50 mm）。液态主要有硅酸盐等物质。